# Pál Kinizsi
Pavel Kinižský (slovensky Pavol Kiniži, maďarsky Kinizsi Pál, 1432 – 24. listopadu 1494, Smederevo) byl uherský generál a župan.

## Život
Narodil se roku 1432 v zemanské rodině, která vlastnila obec Kinizs v Abovské stolici. Údajně už od roku 1449 sloužil jako řadový pěšák v městském žoldnéřském oddílu Košic. Jeho velitelem byl Balázs Magyar, který si ho natolik oblíbil, že ho po čase adoptoval a dal mu za manželku svoji dceru Benignu.
Byl jedním z podvelitelů vojska, které roku 1468 vpadlo během uhersko-české války na Moravu. Bojoval i proti Turkům a v letech 1479 – 1481 byl velitelem uherských vojsk na Balkáně. Za svoje vojenské zásluhy zastával nejvýznamnější vojevůdcovské posty v uherském vojsku a patřil mezi rytíře královského dvora Matyáše Korvína. Od něho dostal několik panství a to i na území Horních Uher (dnešního Slovenska), např. panství Lietava, panství Strečno a také Košecu nebo Ilavu.
Po smrti krále Matyáše Korvína se přidal na stranu Vladislava Jagellonského. V červenci roku 1490 porazil protikandidáta Jana Korvína, nemanželského syna krále Matyáše. Za tuto loajalitu ho král odměnil úřadem zemského sudí. Tuto funkci vykonával až do své smrti.
Zemřel 24. listopadu 1494 v Smederevu. Pohřben je v pavlínském klášteře v Nagyvázsony, který sám založil spolu s Blažejem Maďarem.